# Biserica „Nașterea Maicii Domnului” a fostului schit Valea Mare Podgoria
Biserica "Nașterea Maicii Domnului" este o biserică ortodoxă, monument istoric care ocupă poziția 796 în lista monumentelor istorice, publicată în Monitorul Oficial al României, partea I, nr. 113bis/15.02.2016, având cod LMI AG-II-m-A-13833.01. Biserica, ctitorie a familiei jupânului piteștean Necula Ghimpescu, datează din anul 1868.
În satul Valea Mare-Podgoria, aparținătoare de orașul Ștefănești, se păstrează în bună parte zidurile unui lăcaș cu hramul „Intrarea în Biserică a Maicii Domnului”, construit în deceniul de domnie al lui Șerban Cantacuzino (1678-1688). Asupra momentului ridicării sale, stă mărturie sigură pisania săpată în piatră aflată deasupra ușii de intrare în pronaos, care precizează: „Cu vrerea Tatălui și cu ajutorul Fiului și cu îndemnarea Duhului Sfânt îndemnatu-m-am Robul lui Dumnezeu jupan Nicola i jupănița evo Ancuța de în mila lui Dumnezeu făcut-am această sfântă și dumnezeiască biserică în zilele bunului și creștinului Io Șerban Voievod, iară cine s-o trage din neamul meu și va milui această sfântă casă să fie ctitor ca și mine, iară cine va lua-o să fie sub blestemul lui Dumnezeu, leat 7193 (1684-1685)”.

## Istoric
Motivarea apariției încăperilor liturgice, caracteristice lăcașurilor de mânăstire, este oferit de rarele documente referitoare la biserica „Nașterii Maicii Domnului”, cum sunt acelea din 27 ianuarie 1688, 14 noiembrie 1688 și 18 aprilie 1689, unde este amintit schitul Valea Mare „al călugărilor” sau din „Gura Văii”, prin care ctitorul s-a înțeles cu egumenul Vieroșilor asupra locului de amplasare. Schitul a fost terminat de soția lui jupan Nicola după moartea acestuia, care l-a închinat mănăstirii Vieroși. Tot documentele informează că jupan Nicola era negustor în Pitești, unde, de altfel și locuia.
Știind amploarea comerțului piteștean cu Transilvania, unde se trimiteau vinuri la Brașov și Sibiu prin „Drumul cel mare al Piteștilor” (cu ramificații către Sibiu prin Curtea de Argeș, prin Câmpulung spre Brașov și prin Slatina, Craiova și Severin către Banat), care însă din prima jumătate a secolului al XVII-lea era înfloritor, în acest intens schimb comercial fiind implicat și pe jupan Nicola Ghimpescu, ctitorul schitului de la Valea Mare-Podgoria.
Asupra prosperității comerțului piteștean există un document din 1676, când negustorii s-au organizat într-o asociație profesională, prima de acest fel din țară, din care a făcut parte și ctitorul bisericii din Valea Mare.
În această epocă, odată cu jupan Nicolae Ghimpescu, apar în calitate de ctitori și alți negustori români din București, Târgoviște, Craiova, Râmnicu Vâlcea etc., acesta fiind primul caz cunoscut după cel al lui Stelea cupețul din secolul al XVI-lea, deoarece „grecii” care au făcut avere în Țara Românească ca negustori, împământenindu-se prin căsătorie, erau mult mai numeroși. Așa a fost cazul lui Mihalcea Caragea, grec din Hios, Dona Pepano, Gheorghe Caridi (Popescu), tatăl cronicarului și a altora, care au ajuns la înalte dregătorii.

## Arhitectura
Arhitectura bisericii este ilustrată grafic în studiul de reconstituire alăturat, reprezentând în linii mari o replică a bisericii bucureștene a „Doamnei”, ctitorită de doamna Maria, soția lui Șerban Cantacuzino.
Asemănările cu lăcașul cantacuzian constă în utilizarea aceluiași plan de tip „sală”, fără abside laterale, cu articularea spațiilor naosului și pronaosului printr-un zid străpuns de arcade, care permite realizarea unui volum spațial interior unitar, asigurând o mai bună comunicare între cele două compartimente. Acoperirea se făcea cu câte o calotă pe pandantivi în naos și pronaos și două calote despărțite printr-un arc semicircular longitudinal în pridvor. Un turn-clopotniță dispus peste pronaos, la care conducea o scară amenajată în grosimea zidului nordic al acestei încăperi, constituia volumul dominant al lăcașului văzut chiar dinspre intrare. Deosebirea esențială între cele două biserici, în afara dimensiunilor (biserica „Doamnei” este cu cca 8 m mai lung mai și cu 2 m mai lată), constă, în primul rând, din acoperirea altarului ctitoriei argeșene cu o semicalotă, în timp ce biserica doamnei Maria Cantacuzino are altarul încununat cu o semisferă dispusă pe pandantivi, susținute de arce cu secțiune variabilă. Alte două diferențieri în arhitectura acestor lăcașuri sunt înfățișate, pe de o parte, prin încadrarea altarului bisericii din Valea Mare-Podgoria cu două mici încăperi-anexă-distincte, dispuse în sens longitudinal, iar pe de altă parte în tratarea decorației fațadelor, alcătuită numai din profilatura soclului, brâului median și a cornișei. În timp ce biserica domnească bucureșteană are proscomidia și diaconiconul conceput sub forma a două niște dispuse transversal, pe direcția nord-sud, fațadele sunt alcătuite din două registre egale decorate cu arcaturi, separate printr-un brâu median.
Trăsătura novatoare care particularizează formele planimetrice și structurale ale bisericii de care ne ocupăm o reprezintă, fără îndoială, tratarea distinctă a compartimentelor proscomidiei și diaconiconului în cadrul unui monument de tip „sală”.
Asemenea forme, frecvente la bisericile cruciforme sau ca structură triconcă începând din secolul al XIV-lea, apar la Biserica Domnească „Sf. Nicolae” de la Curtea de Argeș (c. 1352) sau la Tismana (1773-1178), fiind continuate apoi la numeroase alte monumente din Țara Românească, nu sunt cunoscute decât la acest mic lăcaș mănăstiresc de plan „sală”.
Inovația de detaliu a celor două compartimente distincte ale pastoforiilor este dovada peremptorie a faptului că arhitectura realizată în timpul domniei lui Șerban Cantacuzino, care prefațează epoca brâncovenească, se caracterizează nu numai prin noutatea programelor, ci și prin înnoirea formelor planimetrice și structurale. Acestei idei novatoare constituiau nu atât o necesitate, cât mai ales o dovadă de maturitate în conceperea arhitecturii epocii.

## Pictura
De la această biserică provine o icoană de lemn reprezentând scena Învierii Mântuitorului, păstrată la Muzeul Național de Artă. Pe verso exista următoarea inscripție: „Am scris eu Ioan mult greșitul; mai 8 zile, anul 7232 (1724)” ar putea fi o mărturie a numelui zugravului decorației pictate interioare, care astăzi nu se mai păstrează, iar Ioan, prezumtivul pictor, unul dintre cei care se formase în cadrul vestitei școli de zugravi de la Pitești. Această școală a dat în secolul al XVIII-lea mari artiști de talia lui David, Nicolae, Simion și Petru, din care au ajuns să picteze până în părțile Bihorului, unde au lăsat dovezi incontestabile ale meșteșugului lor artistic.
După anularea funcției sale de lăcaș mănăstiresc cu prilejul secularizării averilor mănăstirești, schitul de la Valea Mare a fost atribuit parohiei satului în marginea căruia se afla și care nu avea biserică. Pentru a putea adăposti numărul sporit al enoriașilor, în deceniul nouă al secolului XX, au fost demolate arcadele dintre naos și pronaos precum și cele de vest ale pridvorului. În acest împrejurări, au dispărut atât baza turlei aflată peste pronaos cât și boltirea pridvorului, turla fiind demolată în urma cutremurului din anul 1838. S-a adăugat, în schimb, o tindă spațioasă cu un cafas din lemn în partea de vest a bisericii, care a disproporționat construcția. 
În anul 1984 biserica a fost pictată din nou de Ion Savu, cu îndemnul și grija preotului paroh Gh. Bacria.